# رافي كومار
رافي كومار (4 يوليو 1993 بأتر برديش في الهند - ) هو لاعب كرة قدم هندي في مركز حراسة المرمى، شارك في دورة الألعاب الآسيوية 2014. وشارك مع منتخب الهند تحت 20 سنة لكرة القدم. أما مع النوادي، فقد لعب مع سبورتينغ غوا ونادي دلهي ديناموس وIndian Arrows ‏.

## وصلات خارجية
- رافي كومار على موقع قاعدة بيانات كرة القدم.إي يو (الإنجليزية)
- رافي كومار على موقع Soccerway.com (الإنجليزية)